# Craterocephalus fluviatilis
The Murray hardyhead (Craterocephalus fluviatilis) là một loài cá thuộc họ Atherinidae. Nó là loài đặc hữu của Úc.
Murray hardyheads are a small freshwater fish bản địa của inland parts of tây nam Australia. They were once widespread and abundant in the Murray and Murrumbidgee river systems in miền nam NSW and miền bắc Victoria. However, they have suffered a serious population decline and now seem to be limited to a few sites, mainly in miền bắc Victoria. There are very few recent records of Murray hardyheads from NSW.
Murray hardyheads are now listed as an endangered species in NSW. There are heavy penalties for harming, possessing, buying or selling them